# Серкал-ду-Алентежу
Серкал-ду-Алентежу (порт. Cercal do Alentejo) — район (фрегезия) в Португалии, входит в округ Сетубал. Является составной частью муниципалитета Сантьягу-ду-Касен. По старому административному делению входил в провинцию Байшу-Алентежу. Входит в экономико-статистический субрегион Алентежу-Литорал, который входит в Алентежу. Население составляет 3882 человека на 2001 год. Занимает площадь 136,40 км².
Покровителем района считается Дева Мария (порт. Nossa Senhora da Conceição).